# Tranqueras
Tranqueras – miasto w Urugwaju, w departamencie Rivera.